# Ujście (gmina)
Ujście – gmina miejsko-wiejska w województwie wielkopolskim, w powiecie pilskim. W latach 1975–1998 gmina położona była w województwie pilskim.
Siedziba gminy to Ujście.
Według danych z 31 marca 2011 gminę zamieszkiwało 8153 osób.

## Struktura powierzchni
Według danych z roku 2002 gmina Ujście ma obszar 125,98 km², w tym:
- użytki rolne: 62%
- użytki leśne: 29%

Gmina stanowi 9,94% powierzchni powiatu.

## Demografia

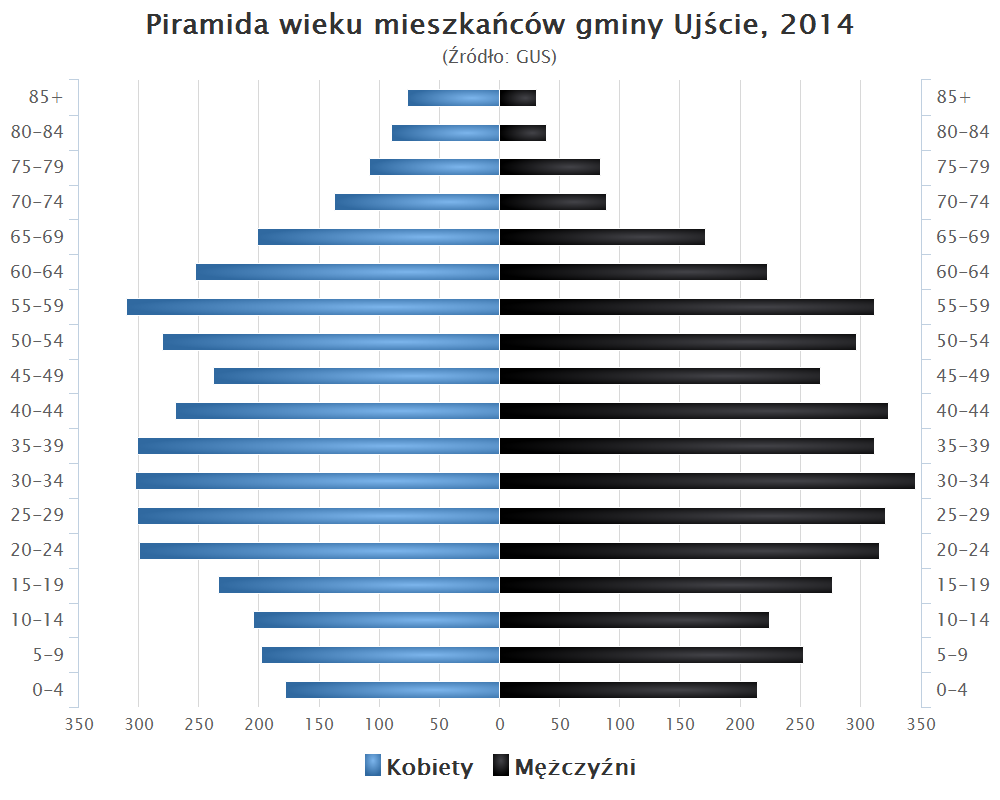
Piramida wieku mieszkańców gminy Ujście w 2014 roku

Dane z 30 czerwca 2004:
| Opis                              | Ogółem | Ogółem | Kobiety | Kobiety | Mężczyźni | Mężczyźni |
| --------------------------------- | ------ | ------ | ------- | ------- | --------- | --------- |
| Jednostka                         | osób   | %      | osób    | %       | osób      | %         |
| Populacja                         | 7969   | 100    | 4000    | 50,2    | 3969      | 49,8      |
| Gęstość zaludnienia [mieszk./km²] | 63,3   | 63,3   | 31,8    | 31,8    | 31,5      | 31,5      |

## Oświata
- Przedszkole Publiczne im. Króla Maciusia I z Oddziałem Zamiejscowym w Kruszewie z siedzibą w Ujściu
- Szkoła Podstawowa im. Jana Pawła II w Ujściu
- Szkoła Podstawowa w Nowej Wsi Ujskiej
- Szkoła podstawowa im. Kornela Makuszyńskiego w Kruszewie

## Sołectwa
Byszki, Chrustowo, Jabłonowo, Kruszewo, Ługi Ujskie, Mirosław, Nowa Wieś Ujska, Węglewo.

## Pozostałe miejscowości
Bronisławki, Hajzdry, Nowie, Śluza Nowe, Ujście Noteckie, Ujście-Łęg, Wilanowiec, Żłobki.

## Sąsiednie gminy
Chodzież, Czarnków, Kaczory, Piła, Trzcianka